# 삼사석
삼사석(三射石)은 대한민국 제주특별자치도 제주시 화북동에 있는 돌이다. 1971년 8월 26일 제주특별자치도의 기념물 제4호로 지정되었다.

## 개요
삼사석은 탐라국(지금의 제주도)의 시조인 양을나, 고을나, 부을나가 나라를 세우고 벽랑국의 3공주를 부인으로 맞은 후 도읍을 정하기 위해 화살을 쏘았을 때 그 화살이 꽂혔던 돌을 말한다. 화살을 쏘았다고 해서 일명 ‘시사석(矢射石)’이라 하며 이곳 사람들은 ‘살쏜디왓’이라고 부른다.
삼사석은 직경 55cm 내외의 현무암으로 되어 있으며, 영조 11년(1735)에 양종창이 세운 높이 149cm, 너비 67cm의 석각이 보호하고 있다. 삼사석 옆에 있는 비는 제주목사 김정이 세운 것이고, 비의 뒷면에는 1930년에 고한룡, 고대길, 고영경 등이 다시 고치고 담장을 세웠다는 기록이 있다.

## 참고 자료
- 삼사석 - 국가유산청 국가유산포털

## 같이 보기
- 삼성혈